# بروس لي
بروس لي (بالصينية التقليدية: 李小龍، بالصينية المبسطة: 李小龙، بالإنجليزية Bruce Lee؛ 27 نوفمبر 1940 – 20 يوليو 1973) الملقب بـالتنين الصغير هو ممثل فنون قتالية صيني الأصل وأمريكي الجنسية معلم للفنون القتالية ويعتبر الأكثر شهرة في مجال الفنون القتالية.
دخل عالم الفن في العديد من الأفلام في الخمسينات ومن ضمنها فيلم (الولد شولنغ)عندما كان لايزال طفلاً، ثم دخل العديد من المسابقات في الفنون القتالية في الكونغ فو، حتى أثار إعجاب الكثير من المنتجين السينمائيين، فمثل في مسلسل (الدبور الأخضر) في الستينات وكذلك مسلسلات (نظرة على العرائس) و (الشارع الطويل) وغيرها من المسلسلات، ومثل في فيلم (مارلو) بدور صغير، حتى جائته الفرصة الأكبر عندما قدم فيلم الرئيس الكبير في بداية السبعينات، وفيلم من أروع أفلامه وهو قبضة الغضب الذي يتحدث عن الصراع بين الصينيين واليابانيين ومدى اضطهاد اليابانيين للصينيين، ثم قدم بعد ذلك فيلم طريق التنين الذي أخرجه بنفسه وشارك فيه الممثل الأمريكي جاك نوريس، وفيلم دخول التنين وواجه أثناء اشتراكه في هذا الفيلم كراهية شديدة من قبل هوليوود بسبب كون البطل الأول لهذا الفيلم الهوليوودي صيني، فسافر على إثرها بروس لي إلى هونغ كونغ حتى استدعته هوليود من جديد لإكمال الفيلم، وكان هذا الفيلم الأخير الذي استطاع إنهائه قبل وفاته، وباشر بعد ذلك بتصوير فيلمه الجديد لعبة الموت والذي مات فيه أثناء التصوير. ولم يصور سوى مشاهد قليلة فقط، فاوقف التصوير لسنوات عدة وبعد ذلك اكتمل تصوير الفيلم بممثل شبيه له وأسندت مهمة إخراج الفيلم للمخرج روبرت كلاوز (مخرج فيلمه «دخول التنين»)بدلا من مخرجه الاصلي (بروس لي نفسه). ورغم ذلك استطاع بروس أن يشكل أسطورة الفن القتالي وتأثر كافة الشباب من كل أنحاء العالم به، وله تماثيل شيدت في هونغ كونغ وفي البوسنة والهرسك وغيرها من دول العالم. وقد تأثر الممثلون الصينيون من بعده بأساليبه وأفكاره وروحه. وفوق ذلك كانت حتمية الواقع في عظم شعبية بروس لي في الشارع الصيني تفرض على المنتجين وهؤلاء الممثلين أن يقلدوه.

## نبذة عنه
«لي جان فان» - اسم بروس الصيني - ولد في ما يعتبره الصينيون «ساعة التنين» (بين 6-8 صباحا) وفي سنة التنين وفقا لدائرة البروج الصينية التقويمية 26 تشرين الثاني/نوفمبر 1940 في المستشفى الصيني في الحي الصيني في سان فرانسيسكو في الولايات المتحدة. والده، لي هوي (بالصينية: 李海泉)، كان صينياً. أما أمه غريس (بالصينية: 何愛瑜)، فكانت كاثوليكية من أصل صيني وألماني. عاد والدا بروس لي إلى هونغ كونغ عندما بلغ عمره ثلاثة أشهر. نسبةً لولادته في الولايات المتحدة، كان يمتلك بروس جوازاً أمريكيا (واستفاد منه مؤخراً في حياته إذ انتقل للمعيشة هناك إثر تورطه مع عصابات في الصين).

## شهرته
لم تثر شخصية جدالاً في عالم الرياضة والسينما على حد سواء مثلما أثارت شخصية بروس لي؛ ففي عالم الرياضة أسس بروس لي أسلوبه الشهير الجيت كون دو (بالإنجليزية: Jeet Kune Do) (طريقة اليد المعترضة - يُعرف كذلك باسم فن قتال الشوارع) الذي لا يزال يُمارس حتى الآن ويحظى بشعبية كبيرة بين الشباب. وفي عالم السينما حققت أفلامه أعلى الإيرادات عند عرضها الأول، وأُجبرت هوليوود على اختياره بطلا لأحد أفلامها الذي كان آخر فيلم له، داخل التنين "Enter the Dragon"، وكان مفاجأة أن يكون بطله الأول صينياً؛ حيث كان من المعتاد أن يكون الصيني هو الشخصية الشريرة في الأفلام، أو الشخصية الثانية، ضارباً بهذا عنصرية سيطرت على مناخ السينما في ذلك الحين. ولكن بروس لي لم يشاهد ذلك الفيلم ومات قبل عرضه على شاشات السينما بثلاثة أسابيع.

## سيرة ذاتية
في سن الثانية عشر دخل بروس لي كلية «لا سال» (بالصينية: 喇沙書院). ثم بعد ذلك حضر كلية «ساينت فرنسيس خافيير كوليدج» (بالصينية: 聖方濟各沙勿略). وعند بلوغه سن السادسة عشر تدرب على يد ايب مان. في عام 1959، وكان عمره آنذاك 19 عاماً، تورط بروس لي في قتال مع ابن رائد عصابة ثلاثية كان يخشاها الكل، إذ غلب لي ابن رئيس العصابة وضربه ضرباً قاسياً. إزاء مشكلته مع العصابة، أصبح والد بروس لي قلقاً أشد القلق على سلامته، فقرر هو وزوجته على إرسال بروس إلى الولايات المتحدة للعيش مع صديق قديم لوالده. ترك لي أهله بـ 100 دولار في جيبه. بعد معيشته في سان فرانسيسكو، انتقل إلى سياتل للعمل لروبي تشاو، صديق آخر لوالده. في عام 1959، أكمل لي الثانوية في سياتل وحصل على شهادة دبلوم من مدرسة أديسون التقنية. وقال أنه التحق بجامعة واشنطن بوصفها الدراما الكبرى وحضر بعض صفوف الفلسفة. كانت جامعة واشنطن مكان التقاء بروس بزوجته ليندا حيث تزوج منها لاحقاً في عام 1964.

### وينج تشون
هو اسلوب كونغ فو (جنوبي)والذي اثر بشكل كبير على بروس لي، لقد بدأ التدريب على الفنون القتالية وينغ تشون عندما كان بعمر 13 عاماً على يد المعلم ييب مان في عام 1954 , بعد خسارته قتال مع أحد افراد العصابة، ينظم ايب عدد من الصفوف لِيُدَرِّبهم على فنون القتالية التي كانت تتضمن تدريبات شي ساو (الايدي المتلاصقة), تقنيات الدمية الخشبية، والسجال. لقد كان ايب مهتماً بإبعاد متدريبيه من القتال في الشوارع وذلك بتنظيم بطولات للفنون القتالية.
بعد مرور عام على تدريبات وينج تشون، رفض العديد من طلاب ييب التدرب مع بروس لي وذلك بسبب اصله المختلط، وذلك لأن الصينيين كانوا ضد فكرة تعليم الفنون القتالية لغير الصينيين.

### الهجرة من هونغ كونغ
بعد التخرج من مدرسة تاك سن، سجل في مدرسة لا سال (بالأنجليزية La salle) بعمر 12 عاماً في عام 1956 , وبسبب تحصيله الاكاديمي السيئ نُقِّل إلى مدرسة القسيس فراسيس زافير (مدرسة ثانوية), حيث تلقى ارشاده من قبل الأخ ادوارد الذي كان معلم ومدرب في فريق الملاكمة للمدرسة.
في ربيع عام 1959 , وقع بروس لي في قتال شوارع آخر وقد تدخلت الشرطة هذه المرة. وفي اواخر سن المراهقة اشترك بروس لي في العديد من قتالات الشوارع، حتى انه خاض قتالا مع أحد أبناء رؤساء العصابات.
في النهاية اقنعه والده بالهجرة من هونغ كونغ والذهاب للعيش في الولايات المتحدة الأمريكية، وذلك بسبب تخوف والديه من ملاحقة العصابات له وخوفاً على سلامته.
وفي شهر أبريل من عام 1959 , ارسل والد بروس لي ابنه للعيش مع صديقه في أمريكا سياتل.

## أبناؤه
أنجب من ليندا طفلين، وهما «براندون لي» (1965-1993) و «شانون لي» (1969 -). براندون لي، الذي كان من شأنه أيضاً أن يحذو حذو أبيه ويصبح ممثلاً مثل أبيه، إلا أنه توفي في حادث أثناء تصوير فيلم الغراب في 1993. شانون لي أيضا أصبحت ممثلة وظهرت في بعض أفلام ذات ميزانيات منخفضه في منتصف التسعينات، ومنذ ذلك الحين أقلعت عن التمثيل ولم تعد إلى الشاشة حتى الآن.

## أفلامه
- الرئيس الكبير (1971).
- الاتصال الصيني أو «قبضة الغضب» (1972).
- طريق التنين (1972).
- لعبة الموت صور الفيلم عام (1972) ولكن أثناء تصويره جاءه عرض من في هوليود على عمل فيلم كبير ضخم جدا يعرض في هوليود..! مع أكبر الممثلين الامريكيين طبعا وحينها بروس لي رأى انه من المناسب قطع تصوير فيلم لعبة الموت وبدأ الاستعداد للعمل بهذا العرض الجديد وكان هذا الفيلم هو فيلم دخول التنيين وبدأ بروس لي الاستعداد لهذا الفيلم والدخول في تمارين قاسية جدا لتطبيق فلسفته (خفة الريشة وقوة وصلابة المطرقة)..وتوفي مباشرة بعد تصويرة هذا الفيلم ! بحيث أنه لم يستطع حتى ان يرى عرض الفيلم -دخول التنين- في السينما وبهذا لم يكمل أيضا فيلم[ لعبة الموت ] ..ولقد أكمل الفيلم بعدها بممثل شبيه له وعرض عام (1978).[25]
- دخول التنين (1973).

## وفاته

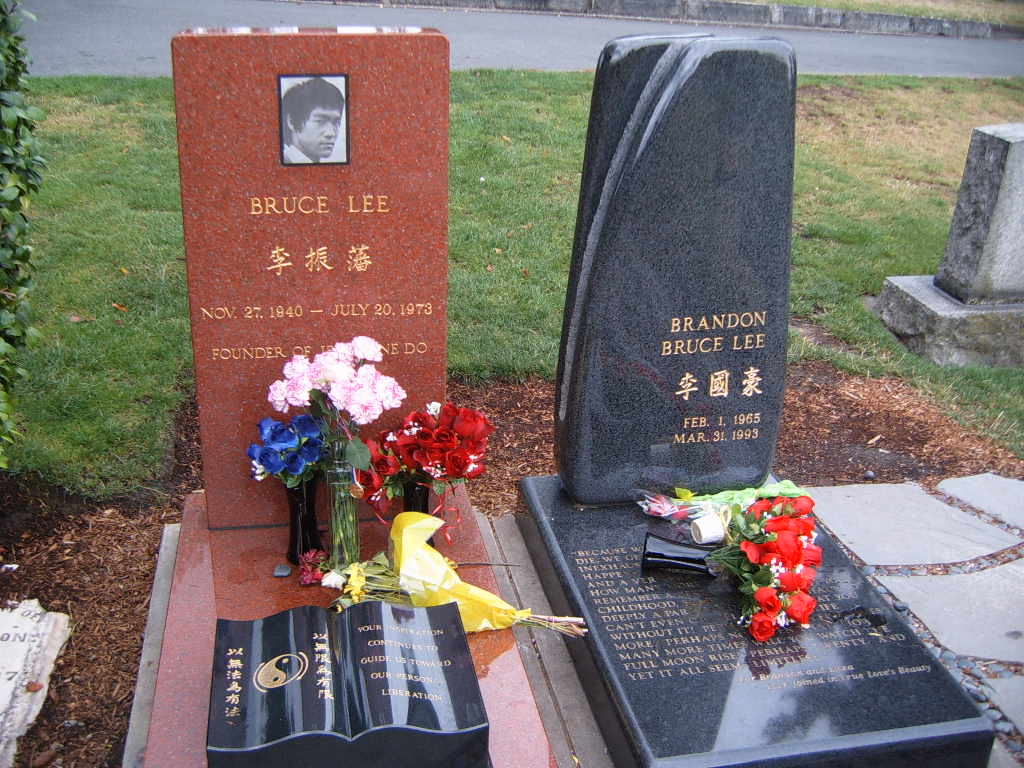
قبر بروس لي و ابنه براندون

وبين كل هذه الشهرة والأضواء والقوة والثراء وفي ريعان الشباب - حيثُ كان في الثانية والثلاثين – يُصاب بروس لي بنزيف حاد في المخ يموت على إثره في مفاجأة حزينة للجميع، وكان ذلك في 20 من يوليو 1973م.
وتقول الشائعات أنه قُتِّل بواسطة بعض خبراء الكونغ فو، خاصة أن ابنه براندون تُوفي في نفس الظروف تقريباً عام 1413هـ/1993م في أثناء تصوير فيلم.
والبعض الآخر يقول أن منتجي هوليوود قتلوه بالسم لأحقاد شخصية، سواء بسبب نجاح أفلامه غير العادي أو لأنه صيني يقوم بدور البطولة الأولى في الأفلام، والذي يرجح موضوع السم هو أن بروس لي كان في التابوت الذي مات فيه يبدو وجهه بصورة مختلفة عن شكله الحقيقي ويظهر فيه انتفاخ في كثير من أجزائه. والسم يؤدي إلى مثل تلك الأعراض حسب آراء الأطباء، والبعض الآخر يقول إن الوفاة طبيعية تحدث لممارسي الرياضة الكبار عادة. وبغض النظر عن الطريقة التي تُوفي بها بروس لي فإنه قد ترك انطباعاً وأثراً كبيراً على شباب جيله والأجيال التي تليها، وحتى الآن لا تزال صوره وقصصه تحتل صالات الكونغ فو وألعاب الدفاع عن النفس. وأقيمت الجنازة بعدها بخمسة أيام وحضرها 25 ألف من أصدقاء ومعجبي التنين الصغير.

## روابط خارجية
- بروس لي على موقع IMDb (الإنجليزية)
- بروس لي على موقع ميتاكريتيك (الإنجليزية)
- بروس لي على موقع الموسوعة البريطانية (الإنجليزية)
- بروس لي على موقع روتن توميتوز (الإنجليزية)
- بروس لي على موقع قاعدة بيانات الأفلام العربية
- بروس لي على موقع ألو سيني (الفرنسية)
- بروس لي على موقع ميوزك برينز (الإنجليزية)
- بروس لي على موقع تيرنر كلاسيك موفيز (الإنجليزية)
- بروس لي على موقع أول موفي (الإنجليزية)
- بروس لي على موقع قاعدة بيانات الأفلام السويدية (السويدية)